# Llista de papallones de l'Illa de la Reunió

Localització de l'Illa de la Reunió

Aquesta és una llista de papallones de l'Illa de la Reunió. A l'Illa de la Reunió són conegudes al voltant de 28 espècies, de les quals 3 són endèmiques.
Les papallones (majoritàriament diürnes) i les arnes (principalment nocturnes) formen l'ordre taxonòmic Lepidoptera.
Es mostren alfabèticament per família.
| Índex A B C D E F G H I J K L M N O P R S T U V W X Y Z |

## Papilionidae

### Papilioninae

#### Papilionini
- Papilio demodocus Esper, [1798]
- Papilio phorbanta Linnaeus, 1771 (endemic)

## Pieridae

### Coliadinae
- Eurema floricola ceres (Butler, 1886)
- Eurema brigitta pulchella (Boisduval, 1833)
- Catopsilia florella (Fabricius, 1775)
- Catopsilia thauruma (Reakirt, 1866)

## Lycaenidae

### Miletinae
- Spalgis tintinga (Boisduval, 1833)

### Theclinae

#### Theclini
- Deudorix antalus (Hopffer, 1855)

### Polyommatinae

#### Polyommatini
- Chilades pandava (Horstfield, 1829)
- Cacyreus darius (Mabille, 1877)
- Cacyreus marshalli Butler, 1897
- Lampides boeticus (Linnaeus, 1767)
- Leptomyrina phidias (Fabricius, 1793)
- Leptotes pirithous (Linnaeus, 1767)
- Zizeeria knysna (Trimen, 1862)
- Zizina antanossa (Mabille, 1877)
- Zizula hylax (Fabricius, 1775)

## Nymphalidae

### Danainae

#### Danaini
- Danaus plexippus (Linnaeus, 1758)
- Danaus chrysippus orientis (Aurivillius, 1909)
- Euploea goudotii Boisduval, 1833 (endemic)

### Satyrinae

#### Melanitini
- Melanitis leda (Linnaeus, 1758)

#### Satyrini
- Heteropsis narcissus narcissus (Fabricius, 1798)
- Heteropsis narcissus borbonica (Oberthür, 1916)

### Nymphalinae

#### Nymphalini
- Antanartia borbonica (Oberthür, 1879)
- Vanessa cardui (Linnaeus, 1758)
- Junonia rhadama (Boisduval, 1833)
- Salamis augustina Boisduval, 1833
- Hypolimnas misippus (Linnaeus, 1764)

### Limenitinae

#### Neptidini
- Neptis dumetorum Boisduval, 1833 (endemic)

### Heliconiinae

#### Vagrantini
- Phalanta phalantha aethiopica (Rothschild & Jordan, 1903)

## Hesperiidae

### Coeliadinae
- Coeliades ernesti (Grandidier, 1867)
- Coeliades forestan (Stoll, [1782])

### Pyrginae

#### Tagiadini
- Eagris sabadius (Gray, 1832)

### Hesperiinae

#### Baorini
- Borbo borbonica (Boisduval, 1833)
- Parnara naso bigutta Evans, 1937